# Golf Channel
Golf Channel é um canal de televisão americano esportivo de propriedade da divisão NBC Sports Group da NBCUniversal, uma subsidiária da Comcast. O canal concentra-se na cobertura do esporte do golf, incluindo cobertura ao vivo de torneios, bem como programação factual e instrucional. Também abriga a franquia Golf Films, uma coleção de filmes biográficos produzidos de forma independente que se concentram em figuras e eventos importantes da história do golf.
Fundada em Birmingham, Alabama, a sede e os estúdios do canal estão atualmente localizados em Orlando, Flórida. O Golf Channel está disponível nos Estados Unidos, Canadá, América Latina e Sudeste Asiático através de provedores de televisão por assinatura.
Em setembro de 2018, o Golf Channel estava disponível para aproximadamente 70,3 milhões de residências de televisão paga (76,2% das residências com cabo) nos Estados Unidos.

## História
A rede foi lançada em 17 de janeiro de 1995. A ideia de um Golf Channel, 24 horas por dia, veio o empresário de mídia Joseph E. Gibbs de Birmingham, Alabama, que teve a ideia para o canal em 1991. Gibbs sentiu que havia interesse suficiente em golfe nos Estados Unidos para apoiá-lo. Com o apoio do lendário golfista Arnold Palmer depois conseguiu 80 milhões de dólares em financiamento para lançar a rede, que foi uma das redes de cabo desenvolvido para cobrir o esporte. O primeiro canal de TV ao vivo do torneio foi o Dubai Desert Classic, realizada entre 19 e 22 janeiro de 1995.
Em 2007, Golf Channel embarcou em seu acordo de 15 anos como a casa de televisão a cabo exclusivamente para o PGA Tour. A rede cobrirá primeiras rodadas de toda a temporada da Copa FedEx, incluindo o Campeonato Mundial de Golfe, o Campeonato Tour e The Players Championship, a jóia da coroa do PGA Tour.

## Golf Channel HD
Golf Channel HD é também transmitido em HD 1080p. Foi lançado em janeiro de 2007.
Anteriormente em alguns mercados Golf Channel compartilhado sua programação em HD com o seu irmão canal irmão Versus, então este canal era conhecido como VS HD / Golf. A partir de 8 de dezembro de 2008, ambos os canais são distribuídos individualmente em alta definição.